# Derek Mienie
Derek Mienie (* im 20. Jahrhundert vor 1973) ist ein südafrikanischer Snookerspieler, der zwischen 1978 und 1993 Profispieler war. Der südafrikanische Vize-Meister von 1973 gewann in dieser Zeit die South African Professional Championship 1979 und erreichte die Runde der letzten 48 der Snookerweltmeisterschaft 1980 und Rang 95 der Snookerweltrangliste.

## Karriere
1973 erreichte Mienie das Finale der südafrikanischen Snooker-Meisterschaft, verlor aber gegen Jimmy van Rensberg. Zur Saison 1978/79 wurde er Profispieler. In den ersten beiden Saisons nahm er primär an der Qualifikation der Snookerweltmeisterschaft, verlor aber beide Male sein Auftaktspiel. Zudem besiegte er bei der South African Professional Championship 1979 Mannie Francisco und Perrie Mans und erreichte das Finale, wo ihm dank einer Revanche gegen Jimmy van Rensberg der Titelgewinn gelang. Danach pausierte er mit der Ausnahme eines nicht angetretenen Qualifikationsspiels für die Snookerweltmeisterschaft 1982 mehrere Jahre vom Profi-Snooker.
Mitte der 1980er-Jahre meldete er sich zurück, konnte aber weder in der Saison 1984/85 noch in der Saison 1985/86 aus eigener Kraft ein Spiel gewinnen. Dennoch wurde er fortan auf der Weltrangliste geführt; er belegte zunächst Rang 95 und verschlechterte sich dann auf Platz 108. In den folgenden Saisons ließ Mienie viele Spiele aus und konnte mehr Siege einfahren, bevor er sich nach der Snookerweltmeisterschaft 1991 vom Profi-Snooker zurückzog. Auf der Weltrangliste war er derweil bis auf Rang 143 abgerutscht und hatte dann seinen eigenen Weltranglistenplatz verloren, woran sich Mitte 1993 der Verlust der Spielberechtigung auf der Profitour anschloss.

## Erfolge
| Ausgang         | Jahr | Turnier                                 | Finalgegner        | Ergebnis  |
| --------------- | ---- | --------------------------------------- | ------------------ | --------- |
| Amateurturniere |      |                                         |                    |           |
| Zweiter         | 1973 | Südafrikanische Snooker-Meisterschaft   | Jimmy van Rensberg | unbekannt |
| Profiturniere   |      |                                         |                    |           |
| Sieger          | 1979 | South African Professional Championship | Jimmy van Rensberg | 9:6       |